# Левокумское
Левоку́мское — село, административный центр Левокумского района (муниципального округа) Ставропольского края России.

## География
Расположено между городами Будённовск и Нефтекумск, на берегу реки Кумы.
Расстояние до краевого центра: 263 км.
Площадь поселения составляет 362,03 км².

## История
Основано в 1842 году. Первоначальное название Громки.
До 16 марта 2020 года Левокумское образовывало муниципальное образование село Левокумское со статусом сельского поселения.

## Население
| 1897    | 1903    | 1908    | 1909    | 1925    | 1939    | 1959    | 1970  | 1979  |
| ------- | ------- | ------- | ------- | ------- | ------- | ------- | ----- | ----- |
| 5390    | ↗7583   | ↗7677   | ↗7780   | ↘5553   | ↗5826   | ↘4928   | ↗8321 | ↗9148 |
| 1989    | 2002    | 2010    | 2012    | 2013    | 2014    | 2015    | 2016  | 2017  |
| ↗10 962 | ↗11 176 | ↘10 302 | ↗10 320 | ↘10 210 | ↘10 058 | ↘10 019 | ↘9888 | ↘9787 |
| 2018    | 2019    | 2020    | 2021    |         |         |         |       |       |
| ↘9713   | ↘9602   | ↗9641   | ↘8859   |         |         |         |       |       |

Гендерный состав
По итогам переписи населения 2010 года проживали 4709 мужчин (45,71 %) и 5593 женщины (54,29 %).
Национальный состав
По итогам переписи населения 2010 года проживали следующие национальности (национальности менее 1 %, см. в сноске к строке "Другие"):
| Национальность | Численность | Процент |
| -------------- | ----------- | ------- |
| Русские        | 8791        | 85,33   |
| Даргинцы       | 769         | 7,46    |
| Другие         | 742         | 7,20    |
| Итого          | 10 302      | 100,00  |

## Инфраструктура
- Совет Левокумского муниципального района
- Администрация Левокумского муниципального района
- Социально — культурное объединение
- Левокумская межпоселенческая центральная библиотека
- Парк культуры и отдыха
- Центральная районная больница
- Дом-интернат для престарелых и инвалидов
- Спортивно-оздоровительный комплекс «Юность»
- Администрация муниципального образования села Левокумского
- Левокумский лесхоз. Открыт 1 июля 1981 года[31]
- Левокумское лесничество

## Образование
- Детский сад № 1
- Детский сад № 3. Открыт 15 ноября 1980 года[32]
- Детский сад № 21
- Центр развития ребёнка — детский сад № 22
- Средняя общеобразовательная школа № 1. Открыта 1 сентября 1936 года[31]
- Средняя общеобразовательная школа № 2. Открыта 25 сентября 1973 года[33]
- Детская школа искусств
- Детская музыкальная школа. Открыта 26 мая 1962 года[34]
- Детско-юношеская спортивная школа. Открыта 1 февраля 1983 года[35]
- Оздоровительно-образовательный центр «Светлячок»
- Дом детского творчества

## Культура
- Историко-краеведческий музей имени В. Р. Ясинова[36].
- Народный хор ветеранов «Память». Основан 22 января 1986 года[31]
- Народный хореографический ансамбль «Эдельвейс», лауреат I степени VIII Международного фестиваля-конкурса сценического художественного искусства «Верь в свою звезду», лауреат II степени фестиваль-конкурса хореографического искусства «Ритмы 45-й параллели». Образован 17 мая 1994 года[37].

## Экономика
Основные отрасли промышленности — животноводство, земледелие, добыча газа и нефти.
- Предприятие «Левита». Образовано 6 мая 1976 года как совхоз имени Кирова[31]
- ЗАО «Левокумское». Основано 20 марта 1918 года как винсовхоз «Левокумский»[33]
- СПК «Октябрьский». Образовано 26 октября 1957 года как колхоз им. Ворошилова[34]

## Спорт
- Футбольная команда «Янтарь». Участница Первенства Ставропольского края по футболу[38]

## Люди, связанные с селом
- Гальченко Ольга Стефановна (1925) — бывший преподаватель средней общеобразовательной школы № 1, Почётный житель села Левокумского[39]
- Григорий Лазько (1903—1964) — генерал-майор Советской Армии, участник Великой Отечественной войны
- Родин Юрий Фотиевич (1930) — бывший редактор левокумской районной газеты «Светлый путь», член Союза журналистов СССР и России, Почётный гражданин села Левокумского и Левокумского района[40].

## Памятники
- Братская могила воинов, погибших в годы гражданской и Великой Отечественной войн. 1918—1920, 1942—1943, 1950 годы[41]
- Братская могила воинов, погибших в годы гражданской и Великой Отечественной войн. 1918—1920, 1942—1943, 1966 годы[42]
- Памятник-мемориал воинам-землякам, погибшим в годы гражданской и Великой Отечественной войн. Открыт 8 мая 1971 года[31]

## Кладбище
- Общественное открытое кладбище площадью 130 432 м²[43].